# 238
238（二百三十八、にひゃくさんじゅうはち）は自然数また、整数において、237の次で239の前の数である。

## 性質
- 238 は合成数であり、約数は 1, 2, 7, 14, 17, 34, 119 と 238 である。
  - 約数の和は432。
- 23番目の楔数である。1つ前は231、次は246。
- 238 = 2 + 3 + 5 + … + 41
  - 素数の総和で表せる数である。1つ前は197、次は281。
  - 連続する13個の素数の和とみたとき最小の数である。次は279。
- 1～17までの約数の和である。1つ前は220、次は277。
- 各位の和が13になる15番目の数である。1つ前は229、次は247。
- 各位の平方和が77になる最小の数である。次は283。(オンライン整数列大辞典の数列 A003132)
  - 各位の平方和が n になる最小の数である。1つ前の76は266、次の78は257。(オンライン整数列大辞典の数列 A055016)
- 各位の立方和が547になる最小の数である。次は283。(オンライン整数列大辞典の数列 A055012)
  - 各位の立方和が n になる最小の数である。1つ前の546は224556、次の548は1238。(オンライン整数列大辞典の数列 A165370)
- 238 = 22 + 32 + 152 = 62 + 92 + 112
  - 3つの平方数の和2通りで表せる59番目の数である。1つ前は236、次は248。(オンライン整数列大辞典の数列 A025322)
  - 異なる3つの平方数の和2通りで表せる39番目の数である。1つ前は233、次は241。(オンライン整数列大辞典の数列 A025340)
- 238 = 35 − 5
  - n = 5 のときの 3n − n の値とみたとき1つ前は77、次は723。(オンライン整数列大辞典の数列 A000325)
- n = 238 のとき n と n − 1 を並べた数を作ると素数になる。n と n − 1 を並べた数が素数になる28番目の数である。1つ前は214、次は244。(オンライン整数列大辞典の数列 A054211)

## その他 238 に関連すること
- 国際電話での、カーボベルデの国番号。
- 西暦238年
- 年始から数えて238日目は8月26日、閏年は8月25日。
- ウラン238はウランの同位体の一つ。天然ウランに於いては、その90パーセント以上がウラン238から成っている。
- 第238代ローマ教皇はクレメンス9世（在位：1667年6月20日～1669年12月9日）である。